# Восьмёрка (устройство)

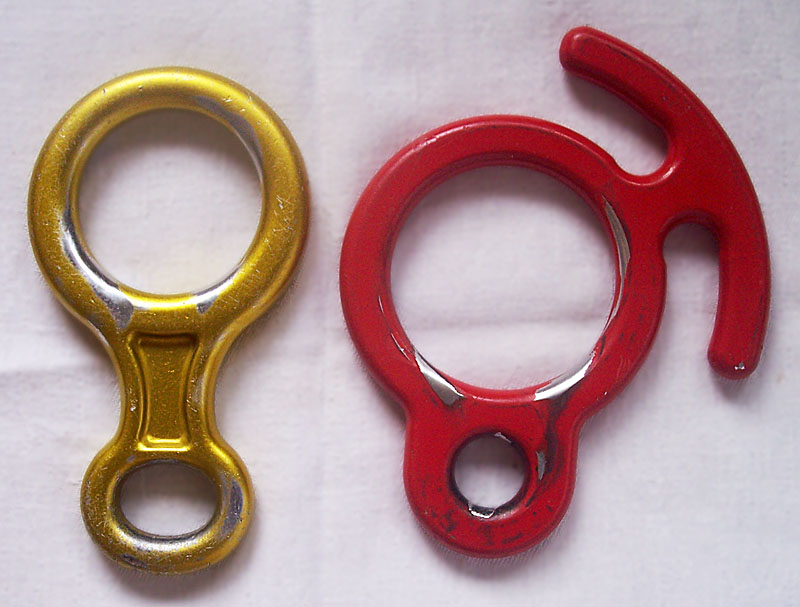
Восьмёрка (слева) и восьмёрка с усами (справа)

Восьмёрка — приспособление для организации страховки и спуска в альпинизме, скалолазании, арбористике, промышленном альпинизме. Ранее использовали и в спелеологии, но на данный момент использование её в пещерах — запрещено из-за сильного перекрута верёвки, недопустимого на навеске с промежуточными точками опоры.

## Материалы и типы
Как правило, это металлическое(сплавы алюминия или сталь) изделие, в форме цифры "8" с кольцами разного размера, одно из которых предназначено для встегивания в карабин, а другое - для заправки веревки. Согласно требованиям UIAA восьмёрка должна выдерживать нагрузку 2500 кгс. Восьмерки с рогами для фиксации веревки применяются во всех сферах деятельности(альпинизме, скалолазании, спелеологии, горном туризме, промышленном альпинизме, спасательных работах). Восьмёрки без рогов считаются спортивными, поскольку исключают возможность остановки(зависания) во время спуска.

## Использование

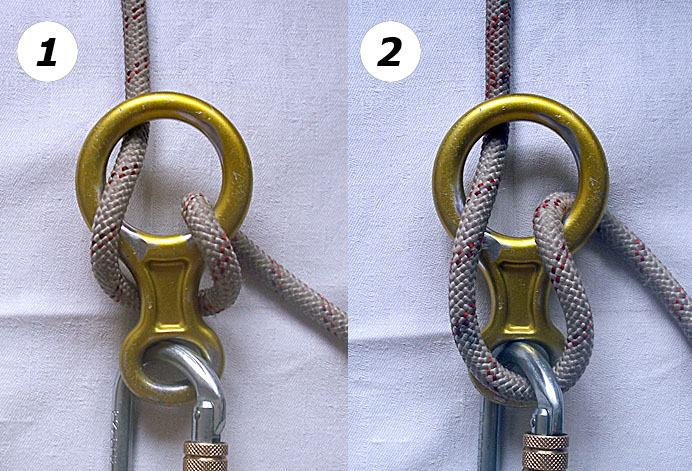
Использование восьмёрки (пояснение в тексте)

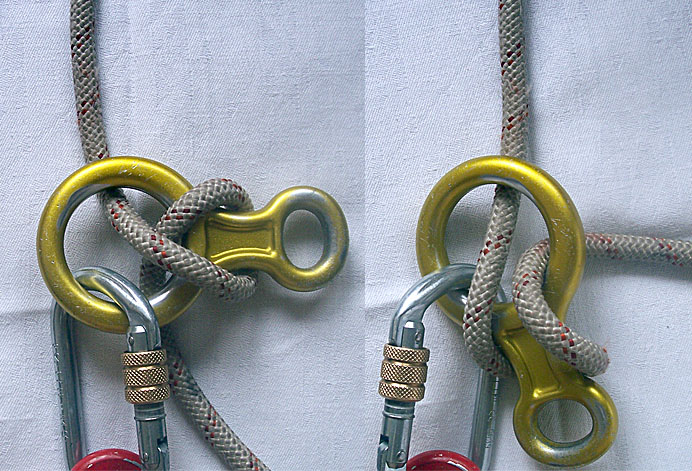
Режим автоматической фиксации (пояснение в тексте)

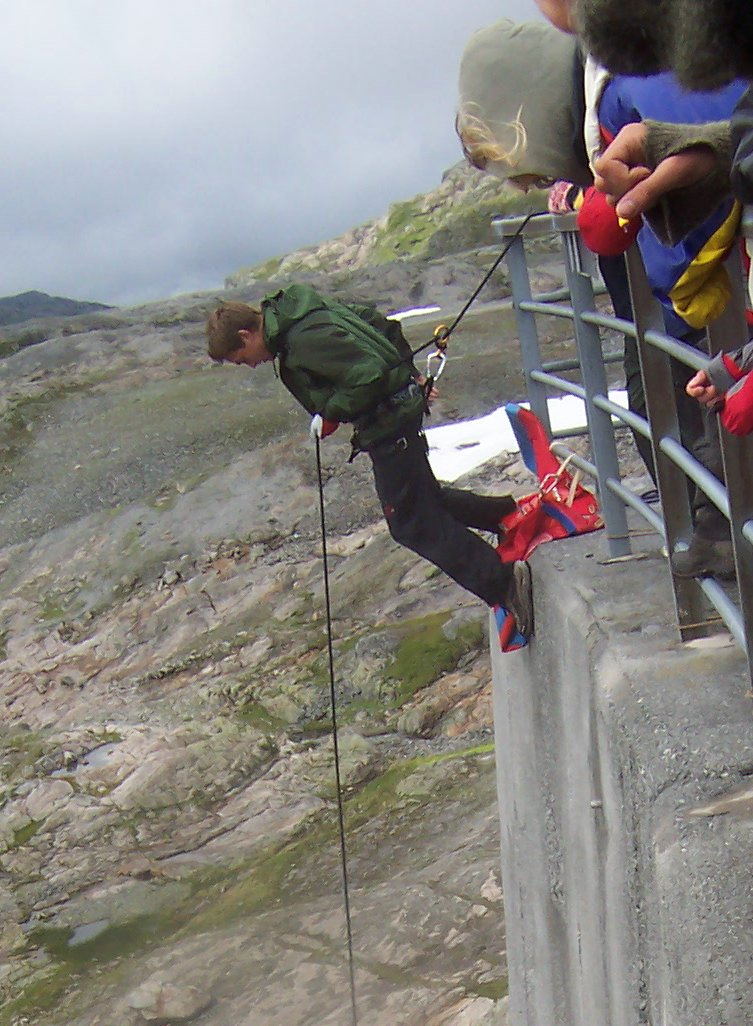
Дюльфер с восьмёркой

Из-за большого трения восьмёрка увеличивает усилие на верёвке в 4-20 раз. Например, если удерживать верёвку руками перед восьмёркой с силой 25 кг, то за восьмёркой усилие будет 200 кг, при усилии захвата руками 50-300 кг.

### Применение восьмёрки для страховки
Восьмёрку применяют для страховки при спуске и подъёме участника с тяжёлым рюкзаком, пострадавшего с сопровождающим. При страховке восьмёрку закрепляют на верхнем пункте, малым кольцом к карабину базы. Верёвка проходит через большое кольцо и охватывает шейку (см. иллюстрацию 1). Участник на страховке стоит на самостраховке и удерживает верёвку по разные стороны от восьмёрки, выдавая или выбирая верёвку по мере движения и следя, чтобы карабин был напряжённым.

### Применение восьмёрки для спуска
Спуск по отвесным склонам дюльферованием на одной восьмёрке без применения дополнительной страховки является нарушением техники безопасности, однако, согласно последним правилам для соревнований по технике спортивного туризма, иногда является допустимым.
- При медленном спуске, спуске с рюкзаком или грузом или при спуске тяжёлого груза верёвку закидывают через шейку восьмёрки, что усиливает трение и замедляет спуск
- При скоростном (спортивном) спуске верёвку проводят через карабин. Самый безопасный метод страховки. Безопасность обеспечивают пропусканием верёвки и через восьмёрку, и через карабин
- Можно использовать также метод спуска, при котором восьмёрку автоматически фиксируют. Для этого верёвку закручивают на 180° против часовой стрелки и закидывают за шейку восьмёрки. При спуске одна рука участника должна постоянно удерживать нижнюю часть верёвки. Другой рукой участник выводит восьмёрку из фиксации, поворачивая её малое кольцо вниз. Если поднять кольцо или просто её отпустить, то верёвка прижмётся, и спуск прекратится. Для большей безопасности и удобства можно встегнуть дополнительный карабин в малое кольцо восьмёрки. Такой метод страховки — принципиально опасен и не рекомендован к применению. При отсутствии страховки соскакивание верёвки с малого кольца приведёт к полной потере контроля над верёвкой и неконтролируемому падению.

## Достоинства
- Простота конструкции
- Высокая прочность
- Совместно с зажимом или схватывающим узлом и педалью можно использовать для подъёма, хотя намного менее эффективно, чем с двумя зажимами

## Недостатки
- Перекручивание верёвки
- Сложность фиксации верёвки (данная проблема решается применением рогатых восьмёрок)